# José Maria Servià
Josep Maria Servià, né le 6 avril 1953 à Gérone, est un pilote automobile de rallye raid qui courut de 1997 à 2005 pour l'écurie Schlesser Aventures.
Il est le frère de Salvador Servià, et l'oncle de Oriol Servià.

## Autres
Résultats au Rallye Dakar en catégorie auto sur Schlesser-Renault
- 1999 : 5e (copilote Thierry Delli-Zotti) - 3 victoires d'étapes
- 2000 : 4e (copilote Jean-Marie Lurquin) - 2 victoires d'étapes
- 2001 : 4e (copilote Jean-Marie Lurquin) - 4 victoires d'étapes
- 2002 : Abandon à la 9e étape (copilote Enric Oller Carbo)
- 2003 : Abandon (copilote Enric Oller Carbo)
- 2004 : 19e (copilote Francois Borsotto) - 1 victoire d'étape
- 2005 : Abandon (copilote Arnaud Debron)
- 2006 : 14e (copilote William Alcaraz)